# André Le Nôtre
André Le Nôtre, född 12 mars 1613 i Paris, död 15 september 1700 i Paris, var en fransk trädgårdsarkitekt och Ludvig XIV:s främste trädgårdsmästare. Le Nôtre är mest känd för att ha ritat den vidsträckta parkanläggningen vid slottet i Versailles.

## Biografi
Le Nôtre bedrev först konstnärliga studier för att utbilda sig till målare men övergick snart till trädgårdskonsten. Han studerade några år i Italien, och anlade under denna tid en mycket känd trädgård i Villa Ludovisi i Rom. Hemkommen till Frankrike fick han i uppdrag att anlägga en stor park vid Vaux-le-Vicomte åt Fouquet. Detta verk uppmärksammades av Ludvig XIV som anställde Le Nôtre för att anlägga den stora parken vid Grand Trianon. Dessa anläggningar betraktas som det främsta exemplet på fransk barock och kom att tjäna som förebild för en mängd parkanläggningar i olika länder. Andra verk av Le Nôtre är parkerna vid Chantilly, Marly, Saint-Cloud, Sceaux med flera platser.
Han samarbetade med Louis Le Vau och Charles Le Brun vid utformningen av parken vid Vaux-le-Vicomte.